# Sojuz 15
Sojuz 15 (ryska: Союз-15) var en flygning i det sovjetiska rymdprogrammet. Farkosten sköts upp med en Sojuz-raket från Kosmodromen i Bajkonur den 26 augusti 1974. Dockningen med Saljut 3 misslyckades. Farkosten återinträdde i jordens atmosfär och landade i Sovjetunionen den 28 augusti 1974.